# Bures (Meurthe-et-Moselle)
Bures je francouzská obec v departementu Meurthe-et-Moselle v regionu Grand Est. V roce 2013 zde žilo 178 obyvatel.

## Poloha obce
Sousední obce jsou: Arracourt, Bathelémont, Hénaménil, Parroy a Réchicourt-la-Petite.

## Vývoj počtu obyvatel
Počet obyvatel